# Айлсбъри Вейл (община)
Община Айлсбъри Вейл (на английски: Aylesbury Vale District) е една от петте административни единици в област (графство) Бъкингамшър, регион Югоизточна Англия. Населението на общината към 2010 година е 174 400 жители разпределени в множество селища на площ от 902.75 квадратни километра. Главен град на общината е Айлсбъри.

## География
Община Айлсбъри Вейл е разположена в северната част на графството.
Градове на територията на общината:
| град     | на английски | население |
| -------- | ------------ | --------- |
| Айлсбъри | Aylesbury    | 56 392    |
| Бъкингам | Buckingham   | 11 572    |
| Уинслоу  | Winslow      | 4519      |

## Демография
Разпределение на жителите в проценти по етническа принадлежност:
- Бели (91,2%)
- Черни (1,8%)
- Китайци (1,3%)
- Азиатци (други) (4,1%)
- Смесени (1,7%)